# ガネーシュ・マン・シンハ

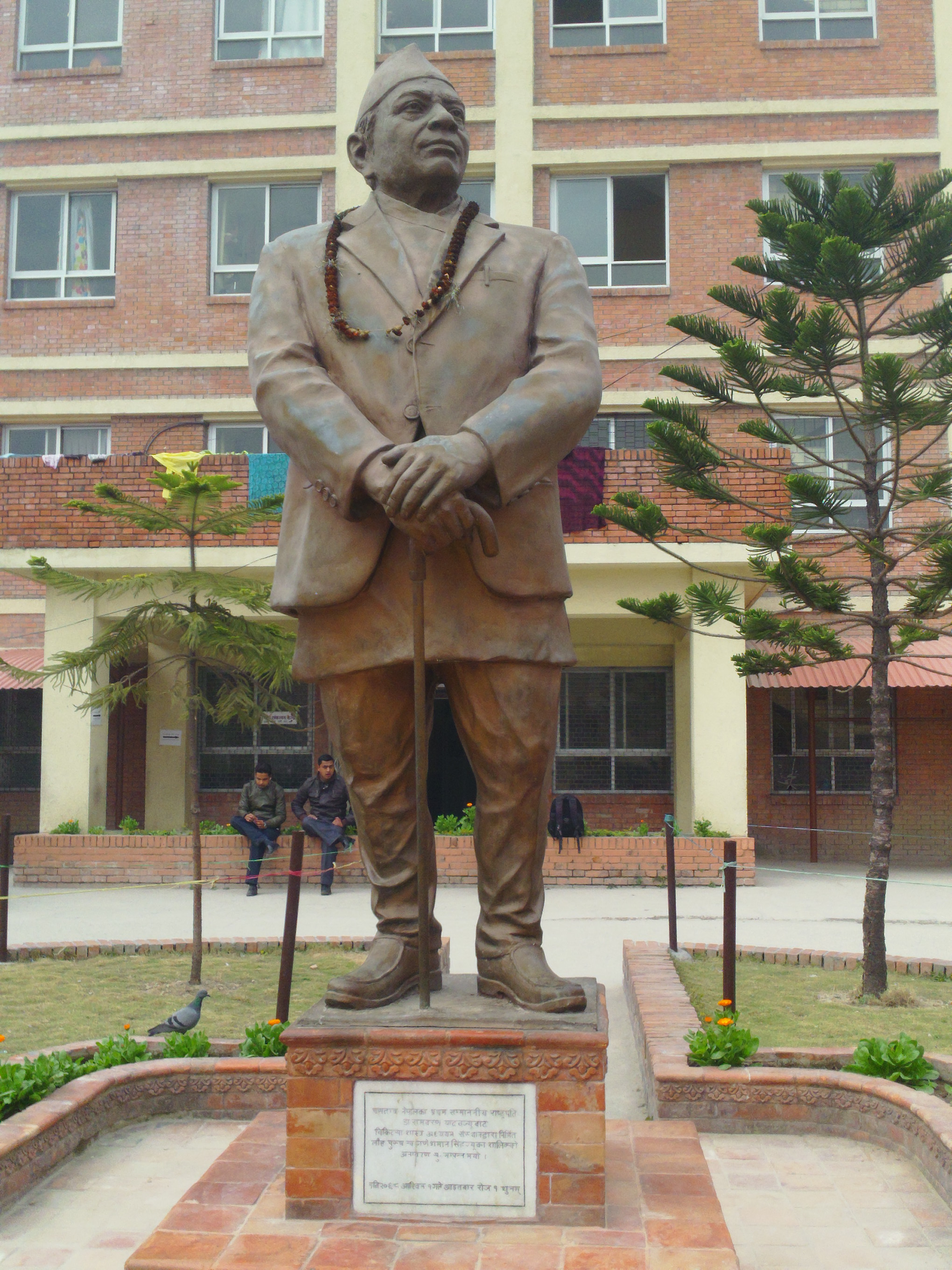
ガネーシュ・マン・シンハの像

ガネーシュ・マン・シンハ（Ganesh Man Singh, 1915年9月9日 - 1997年9月）はネパールの政治家。「ガネシュ・マン・シン」とも表記する。ネパール会議派最高指導者だった。アジア人としてはじめて国連人権賞を受賞。ネパールで最も尊敬されている政治家の一人。1990年の民主化運動の後でビレンドラ国王から首相になってくれと頼まれたが、拒否した。ネパール民主主義の父と仰がれる。

## 生い立ち
カトマンズに生まれる。父はギャン・マン・シンハ。彼の幼少時に死去。祖父のラトナ･マン･シンハに育てられる。カルカッタ（コルカタ）のヴィティヤーサーガル大学を卒業した。

## ネパール会議派最高指導者
ガネーシュ・マン・シンハは、ビクラム暦2007のネパール会議派運動の主要な指導者の一人で、ラナ家打倒を可能にした。ビクラム暦2015年、カトマンズから国会議員に選出され、後に閣僚になる。マヘンドラ国王のクーデター以来、シンはネパール民主化運動の主要なリーダーとなる。彼は、ネパール会議派の最高指導者となり、このタイトルは、彼の一生を通じて保たれた。

### 初期の政治活動
ネパール帰国するとすぐ、シンハはネパールの独裁的支配者たちに対して抗議活動を始めた。彼は殉難者ダルマ･バクタ・マテマと連絡を取り、ネパールで初めての政党、「プラジャ・パリシャド」に参加した。ビクラム暦1997年、マンガラ・デビー・シンハと結婚した。新婚3ヶ月のとき、プラジャー・パリシャドの活動のため逮捕され、終身刑を言い渡された。

## 1990年民主化での動き
西暦1990年のネパール民主化運動（ジャナ・アンドラン）では、左翼政党の共闘を促進し統一左翼戦線を結成させる。運動開始を前に自宅軟禁されるが、体調を理由に病院に入院し、比較的自由な生活を送ることができたが、抗議活動には参加できなかった。国王と当時の首相チャンドは政党側に複数政党制を認めたものの、パンチャーヤト制を温存する解決案を提示し、国王との面会を求めたが、シンは最後までパンチャーヤト制度廃止にこだわり、政党代表が会うことは認めたものの自ら国王と会うことは拒否した。
また、パンチャーヤト制度が廃止になり、新内閣が組織される段になって、ビレンドラ国王から首相になってほしいという打診があったが、自分はならないといって、党首のバッタライを推した。
1994年、ネパール会議派を離党。